# Администрация города Свердловска и Свердловского района
Администрация города Свердловска и Свердловского района (укр. Адміністрація міста Свердловська і Свердловського району) — одна из административно-территориальных единиц в составе Луганской Народной Республики c центром в городе Свердловск. Входит в состав Южно-Луганской агломерации.

## Состав
- город Свердловск
- город Червонопартизанск
- пгт Володарск
- пгт Павловка
- пгт Калининский
- село Кондрючее
- посёлок Хмельницкий
- пгт Комсомольский
- посёлок Прохладное
- пгт Ленинское
- село Маловедмежье
- посёлок Устиновка
- посёлок Фёдоровка
- пгт Шахтёрский
- посёлок Киселёво

## История
В начале 2015 года по причине прекращения каденции большинства депутатских советов на территории ЛНР, невозможности провести демократические выборы в органы местного самоуправления, руководством ЛНР было принято решение организовать органы государственной власти на территориях ЛНР на переходный период. Была образована «Администрация города Свердловск и Свердловского района» на территории Свердловского района и Свердловского городского совета. Руководитель назначается Главой ЛНР. В дальнейшем после окончания войны органы местной власти будут избираться населением, обеспечивая местное самоуправление.